# Templo de Fauno
Templo de Fauno (em latim: Aedes Fauni) era o único templo de Roma dedicado ao deus Fauno e ficava na Ilha Tiberina. Um prostilo ("com pórtico à frente") hexastilo ("de seis colunas"), o templo foi construído na extremidade sul da ilha pelos edis plebeus Cneu Domício Enobarbo e Caio Escribônio Libão em 196 a.C. com recursos obtidos pela aplicação de uma multa aos gregos, provavelmente por terem se apropriado indevidamente de terras públicas (Fauno era um deus grego). Enobarbo inaugurou o templo em 194 a.C., nos idos de fevereiro, dois dias antes da grande festa romana em homenagem a Fauno, a Lupercália.